# Mike Scott (muzyk)
Michael Mike Scott (ur. 14 grudnia 1958 w Edynburgu) – autor piosenek i frontman szkockiego zespołu The Waterboys.

## Dyskografia
- Bring 'em All In (1995)
- Lion of Love
- Sunflowers
- Still Burning (1997)
- The Whole Of The Moon: The Music Of Mike Scott And The Waterboys (1998)